# Alejandro Heredia Miranda
Ne doit pas être confondu avec Alejandro Heredia Acosta, militaire et homme politique argentin du XIXe siècle.
Pour les articles homonymes, voir Heredia.
Alejandro Heredia Miranda, né en 1929 à Lima au Pérou, est un entraîneur péruvien de football.

## Biographie
À la fois préparateur physique et entraîneur, Alejandro El Cholo Heredia commence sa carrière à la fin des années 1950 en dirigeant le Ciclista Lima avant de passer au KDT Nacional en 1962 puis à l'Universitario de Deportes en tant que bras droit du célèbre entraîneur péruvien Marcos Calderón entre 1966 et 1967. Mais c'est au Deportivo Municipal qu'il fait parler de lui en remportant le championnat de 2e division de 1968. 
Dans les années 1970, il a l'occasion d'accompagner au sein de l'équipe du Pérou le sélectionneur Didi à la Coupe du monde 1970 comme entraîneur-adjoint avant d'en devenir l'entraîneur principal en 1971. Il exercera encore deux fois cette fonction en 1976 et 1981.
Revenu au Deportivo Municipal entre 1973 et 1975, on le retrouve plusieurs fois sur le banc du CNI (1977, 1979-1980 et 1985) avec aussi des passages par le Defensor Lima (1978) et le Coronel Bolognesi (1979).

## Palmarès
Deportivo Municipal
- Championnat du Pérou D2 (1) :
  - Champion : 1968.